# Alfa (missile)

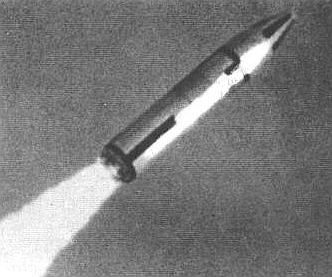
Un des tirs d'essais de l'Alfa.

L'Alfa est un missile balistique de portée intermédiaire développé par l'Italie dans les années 1970. Le missile devait équiper des navires et des sous-marins et permettre ainsi à l'Italie de disposer de sa propre force nucléaire. À la suite de la ratification du Traité sur la non-prolifération des armes nucléaires par l'Italie en 1975 le missile, qui était en cours de développement, fut abandonné.

## Historique
En 1957, la France, l'Allemagne de l’Ouest et l'Italie concluent un accord secret pour coordonner leurs recherches sur l'arme nucléaire. À la suite du retour au pouvoir l'année suivante le général de Gaulle, décide que la France effectuera ses recherches de manière indépendante tandis que l'Allemagne abandonne le projet. L'Italie se retrouve au début des années 1960 seule face à des voisins qui de leur côté ont décidé de développer l'arme nucléaire y compris des pays comme la Suisse et la Yougoslavie. Compte tenu du coût de mise au point de l'arme nucléaire, l'Italie se tourne vers les États-Unis. Le croiseur Giuseppe Garibaldi a été reconverti en 1961 en navire lance-missiles et l'Italie prévoit de l'équiper de missiles balistiques. Un accord est conclu avec les États-Unis pour équiper le navire de missiles américains Polaris en vertu du traité de Multilateral Nuclear Force (MNF) de l'OTAN. Des tests sont réalisés à partir du Garibaldi.
Le Traité sur la non-prolifération des armes nucléaires, qui est destiné à limiter le nombre de pays détenteurs de l'arme nucléaire et qui est signé en 1968 par les États-Unis et l'Union soviétique, change cette donne. L'Union Soviétique a posé comme condition à sa signature que l'accord MNF de l'OTAN soit abrogé. L'Italie, la Suisse, la Yougoslavie et la Roumanie en Europe ne le signent toutefois pas immédiatement. L'Italie, qui ne peut plus disposer de missiles Polaris, décide en 1971 de poursuivre un programme d'arme nucléaire indépendant. Celui-ci est géré par la Marine de guerre italienne. Officiellement, il s'agit d'un programme de recherche technologique sur la propulsion spatiale utilisant du propergol solide à des fins civiles et militaires mais l'objectif réel est de disposer de missiles destinés à être tirés depuis des sous-marins ou des navires de guerre. Trois missiles sont tirés avec succès entre octobre 1975 et avril 1976 depuis le polygone de tir de Salto di Quirra en Sardaigne avec un second étage inerte. Mais sous la pression des États-Unis l'Italie décide de signer le 2 mai 1975 le traité de non prolifération. Le programme italien est arrêté. L'Italie était déjà impliquée dans le programme de partage nucléaire. À la même époque, la Yougoslavie se désengage progressivement. La Suisse ratifiera le traité en 1977. Le programme a permis toutefois à l'industrie italienne d'acquérir une bonne maîtrise de la propulsion à propergol solide qui sera utilisée pour participer à la réalisation des propulseurs d'appoint des fusées Ariane et permettra à l'Italie de jouer un rôle majeur dans le développement du lanceur Vega.

## Caractéristiques techniques

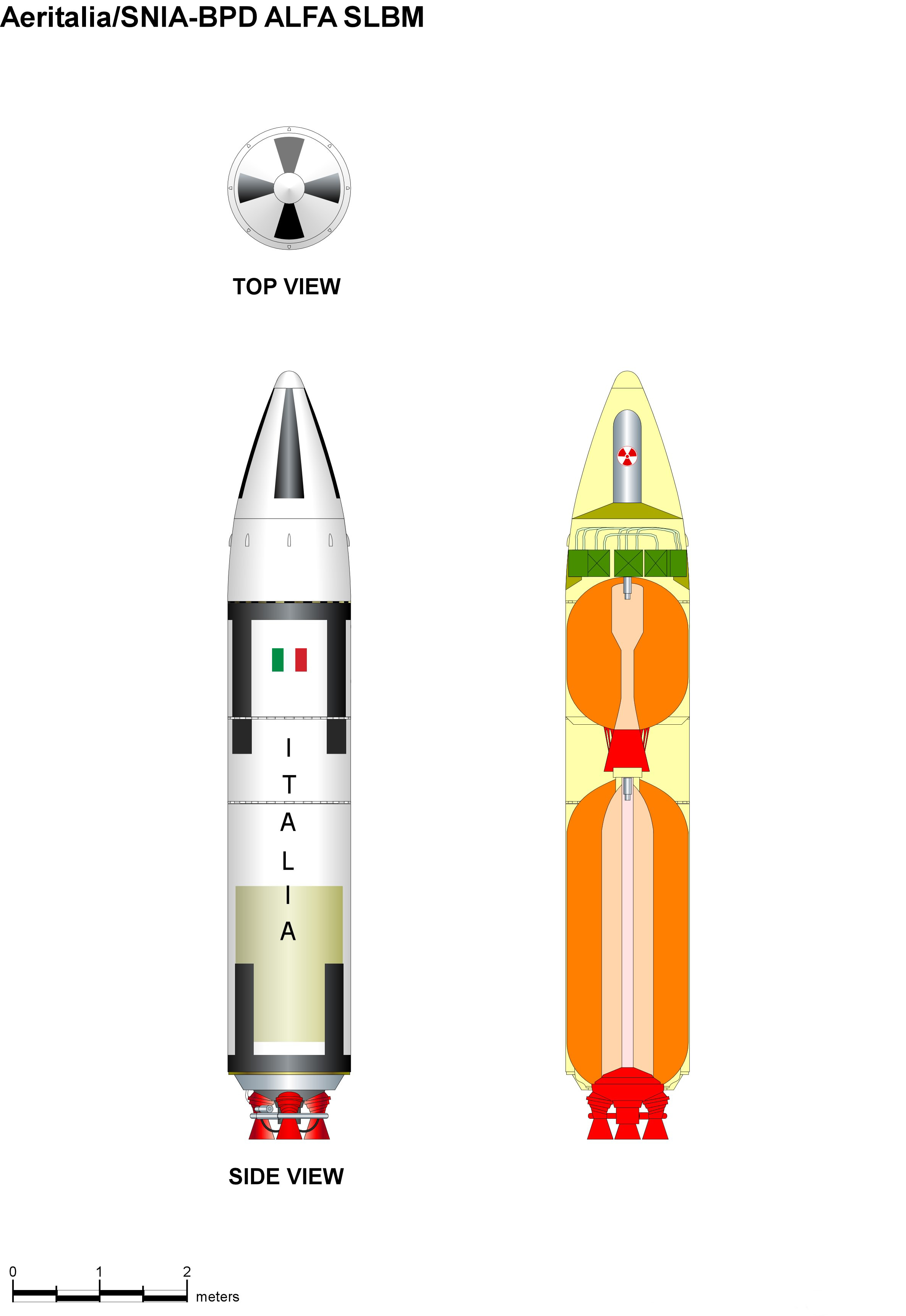
Plan en coupe de l'Alfa.

Le missile avait une masse de 8 tonnes et pouvait emporter une charge utile de 1 tonne à une distance de 1 600 km. Il avait une longueur de 6,5 mètres pour un diamètre de 1,37 mètre. Le premier étage de 3,8 mètres de long contenait 6 tonnes de propergol solide de type HTPB (12% aluminium, 15 % de liant et 73 % de perchlorate d'ammonium). L'étage comportait 4 tuyères en carbone montées sur cardan. La durée de la combustion était de 57 secondes et la poussée initiale d'environ 25 tonnes au décollage. Le deuxième étage également à propergol solide avait une masse de 950 kg. La portée du missile Alfa,
si lancé à partir de navires dans la mer Adriatique, lui permettait d'atteindre Moscou ou tout point situé dans la partie européenne de l'Union Soviétique.
L'industriel chef de file était Aeritalia (rebaptisée par la suite Alenia). BPD Spazio fournit le propergol solide, Sistel l'électronique embarquée et Selenia les moyens de poursuite au sol.